# Choeradodis stalii
Espèce
Choeradodis stalii est une espèce d'insectes, de la famille des Mantidae, sous-famille des Choeradodinae, tribu des Choeradodini, et du genre Choeradodis. 

## Historique et dénomination
- L'espèce a été décrite par le zoologiste écossais James Wood-Mason en 1880[1].

## Description
Les nymphes de cette espèce naissent avec une couleur rouge vif qui les distingue des autres Choeradodis. Chaque fois que la mante mue, elle devient plus verte et le prothorax grandit jusqu'à ce qu'il atteigne le taille adulte.

## Répartition
Brésil, Équateur, Guyane, Panama et Pérou.

### Article lié
- Liste des genres et des espèces de mantes